# 広州軍区

広州軍区

広州軍区（こうしゅうぐんく, Guangzhou Junqu）は中国人民解放軍の七大軍区のひとつ。ベトナム国境を主として中国の南の守りを固める。中越戦争以来、同国境紛争は未解決のままである。
第41集団軍、第42集団軍、海南軍区第132師団、機動武装警察第126師団を管轄する。2016年2月1日に南部戦区へ移行し、香港特別行政区とマカオ特別行政区を管轄区域に加える。

## 管轄区域
- 広東省軍区、広西チワン族自治区軍区、海南省軍区、湖南省軍区、湖北省軍区を管轄する。

## 軍区指導者
- 司令部所在地：広東省広州
- 軍区司令員
  - 徐粉林上将（1953.07－，江蘇省金壇人）
- 軍区政治委員
  - 魏亮上将（1953.02－，江蘇省高淳人）
- 軍区副司令員
  - 賈曉煒中将（1953.04－，山東省青州人）
  - 陳照海中将（生年月日不明，湖北省天門人）
  - 邢書成少将（1952.12－，山東省文登人）
  - 王曉軍中将（1952.09－, 河北省館陶人）
  - 沈金龍少将＜海軍＞（1956.10－，上海市南匯人）
  - 徐安祥中将＜空軍＞（1956.04－，江蘇省常州人）
- 軍区副政治委員
  - 劉長銀中将（1952－，湖北省大悟人）
  - 楊玉文中将（1955.08－，山東省新泰人）
  - 劉明利少将＜海軍＞（1956－，遼寧省人）
  - 胡秀堂中将＜空軍＞（1955.03－，山東省蒼山人）
- 軍区参謀長
  - 劉小午少将（1960.01－，湖北省宜昌人）
- 軍区政治部主任
  - 周為民少将（1954.11－，河北省平泉人）
- 軍区連勤部部長
  - 蓋竜雲少将（1958.07－，山東省萊陽人）
- 軍区装備部部長
  - 祝慶生少将（1959－，湖北省邯鄲人）

### 歴代司令員
1. 黄永勝 1955年3月 －1968年3月
2. 李天佑（代司令員）
3. 丁盛  1969年7月－1973年12月
4. 許世友  1973年12月－1980年1月
5. 呉克華  1980年1月－1982年10月
6. 尤太忠  1982年10月－1987年12月
7. 張万年  1987年12月－1990年4月
8. 朱敦法  1990年4月－1992年10月
9. 李希林  1992年10月－1996年1月
10. 陶伯鈞  1996年1月－2002年1月
11. 劉鎮武  2002年1月－2007年6月
12. 章沁生  2007年6月－2009年12月
13. 徐粉林  2009年12月－

### 歴代政治委員
- 陶鋳（第一政委）
- 劉興元（第二政委）
- 韋国清（第一政委）
- 趙紫陽（第三政委）
- 孔石泉（先任第四政委，後任第三政委）
- 任思忠
- 韋祖珍
- 華国鋒
- 孔石泉（第二政委）
- 趙紫陽
- 張平化
- 孔石泉
- 向仲華
- 習仲勲（先任第二政委，後任第一政委）
- 王猛
- 張仲先
- 史玉孝
- 劉書田
- 楊徳清
- 張陽
- 魏亮

## 配属部隊
- 第41集団軍：（司令部、柳州）乙類集団軍、2個師団3個旅団編成
  - 第121自動化歩兵師団（広西省桂林奇峰鎮）
  - 第123機械化師団（広西省貴港）
  - 装甲旅団（広西省桂林西郊甲山郷）
  - 第19防空旅団（湖南省衡陽車江鎮）
  - 砲兵旅団（広西柳州鹿寨導江郷）

- 第42集団軍：（司令部、恵州）乙類集団軍、3個師団2個旅団編成
  - 第124機械化師団（広東省博羅長寧）
  - 第163自動化歩兵師団（広東省潮州）
  - 第1砲兵師団（韶関市曲江県城馬填鎮）
  - 第9装甲旅団（広東省花都）
  - 防空旅団（広東省潮州）

- 海南軍区
  - 第132歩兵旅団

- 武装警察第126師団（広東省花都）   （もと第42軍第126師団）

## 広州軍区空軍
空軍は命令系統上、別組織だが、現地編成では広州軍区の管轄下に置かれる。広州軍区空軍は司令部を武漢基地に置き、空軍第7軍，空軍第15軍（空挺部隊），武漢基地所属師団を管轄する。7個航空師団、3個空挺師団によって編成される。
司令員、韓瑞階中将（兼務）、政治委員：王吉連中将、副司令員、張書田少将。
- 空軍第7軍
  - 空軍第2師団（戦闘機師団） 広東省遂渓市、広西省柳州市 SU27、J7
  - 空軍第9師団（戦闘機師団） 広東省仏山、韶関、広州  J8D、J7B
  - 空軍第35師団（戦闘機師団） 広東汕頭澄海、興寧 J6
  - 空軍第42師団（戦闘機師団） 広西省南寧、寧明、桂林 J7

- 武漢基地
  - 空軍第13師団（輸送機師団） 湖北省漢口王家墩、当陽、河南省開封 Y7、Y8、IL76
  - 空軍第18師団（戦闘機師団） 湖南省長沙大托舗、衡陽 J8D、J7
  - 空軍第8師団（爆撃機師団） 湖南省耒陽、祁東 H6、H6U

- 第15空降軍
  - 空挺第43師団 河南省開封
  - 空挺第44師団 湖北省広水
  - 空挺第45師団 湖北省黄陂